# تشارلز باكستر (لاعب اتحاد الرغبي)
تشارلز باكستر (بالإنجليزية: Charles Baxter)‏ هو لاعب اتحاد الرغبي نيوزيلندي، ولد في 24 يونيو 1981.